# Brändan
Brändan är en by i Leksands kommun. SCB avgränsade här mellan 2005 och 2023 en småort

## Historia
Sedan storskiftet på 1820-talet är Brändan huvudklunga i storbyn Hedby. Till Hedby räknas även Kanngårdarna och den ensamliggande Pellasgården.
Det finns rikligt med slagg från primitiv järnhantering i byn, men dess ålder är okänd. Den omtalas dock redan i medeltida källor vid ett tillfälle 1386. 1539 fanns 2 skattebönder i byn. 1571 upptas 7 bönder i Hedby. 
Det äldsta byläget i byn var sannolikt det som nu kallas "byn" eller kanngårdarna. Troligen är det under 1600-talet det nya byläget vid "Brändan" etableras. 1628 upptar en byalängd 5 bönder i "Brenda". 1668 mantalslängd upptar 10 hushåll i byn, och en karta från samma år visar 8 tecken i Brändan som här kallas "Hedeby", medan det gamla byläget vid Kanngårdarna kallas "Väster Diur" och upptar 5 gårdstecken. 1766 fanns sammanlagt 34 hushåll i byn. 1830 fanns 37 bönder, och storskifteskartan upptar 38-39 gårdar. Byn fortsatte växa, och vid 1800-talet slut fanns uppåt 70 hushåll här. På 1920-talet fanns runt 100 hushåll. På 1950-talet fanns 50 bebodda gårdar och 15 fritidsgårdar kvar.
På byns marker ligger Galgholsten, där en avrättningsplats tidigare fanns. Inte långt från byn finns även ett offerkast – "Skött Lasses vål", på platsen där en Skött Lasse skall ha tagit livet av sig. I byn fanns 1865–1887 ett tegelbruk, 1895–1914 en limfabrik och ett sågverk från 1915 fram till 1950-talet.
Byn är klassificerad som ett riksintresse för kulturmiljövård.